# 大將軍 (方位神)

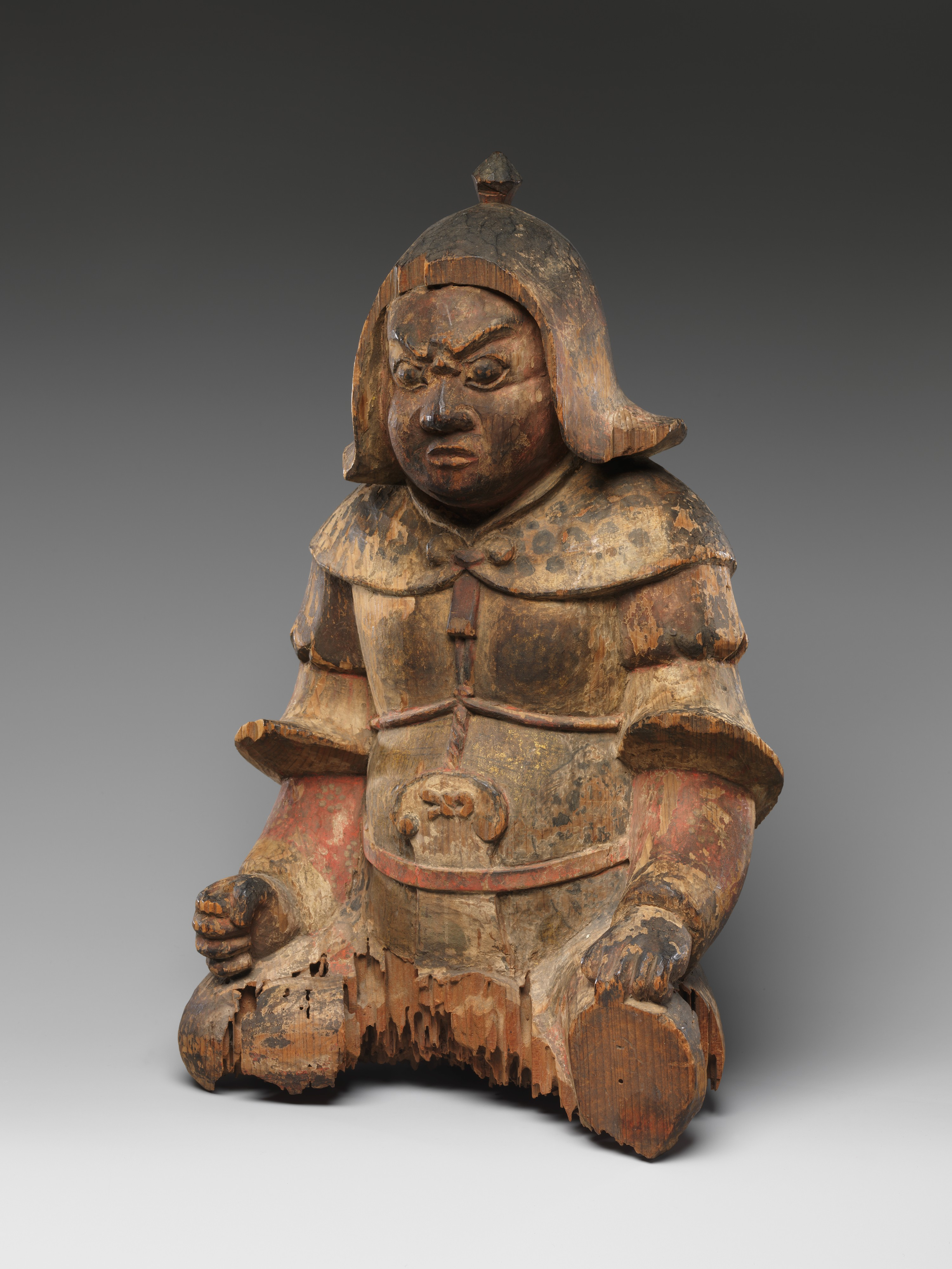
大將軍木像（平安時代後期，大都會藝術博物館藏）

大將軍（たいしょうぐん/だいしょうぐん）為日本陰陽道的神祇，屬於八將神之一，另有別名魔王天王等。

## 概要與解說
大將軍乃金星（又稱長庚星、啟明星、太白星）之精，佛教裡的本地佛為他化自在天。中國《詩經‧小雅‧大東》曾有「東有啟明、西有長庚」的記載，其實都是指金星。金星位於西大距時會在黎明時刻東昇，故稱「啟明星」；但位於東大距時會在黃昏時刻出現於西方天空，故稱「長庚星」。中國自古便認為其為掌管軍事之星神，被日本陰陽道吸收後成為大將軍神。由於和金星有所關聯，「金」又與刀具武器相通，故該神祇被視為凶神。另外，日本民間將大將軍視為牛頭天王之子，但後來逐漸和素戔嗚尊習合。
大將軍位居的方位每3年變化一次，該方位角（日語裡稱作「三年堵塞〔日语：〕」）則諸事皆凶，特別最忌動土施工。不過大將軍的遊行日（ゆぎょうび）制定後，這段期間則沒有凶事。每年之方位依據下述十二地支：
- 亥、子、丑年：西之方位
- 寅、卯、辰年：北之方位
- 巳、午、未年：東之方位
- 申、酉、戌年：南之方位

遊行日則為下述：

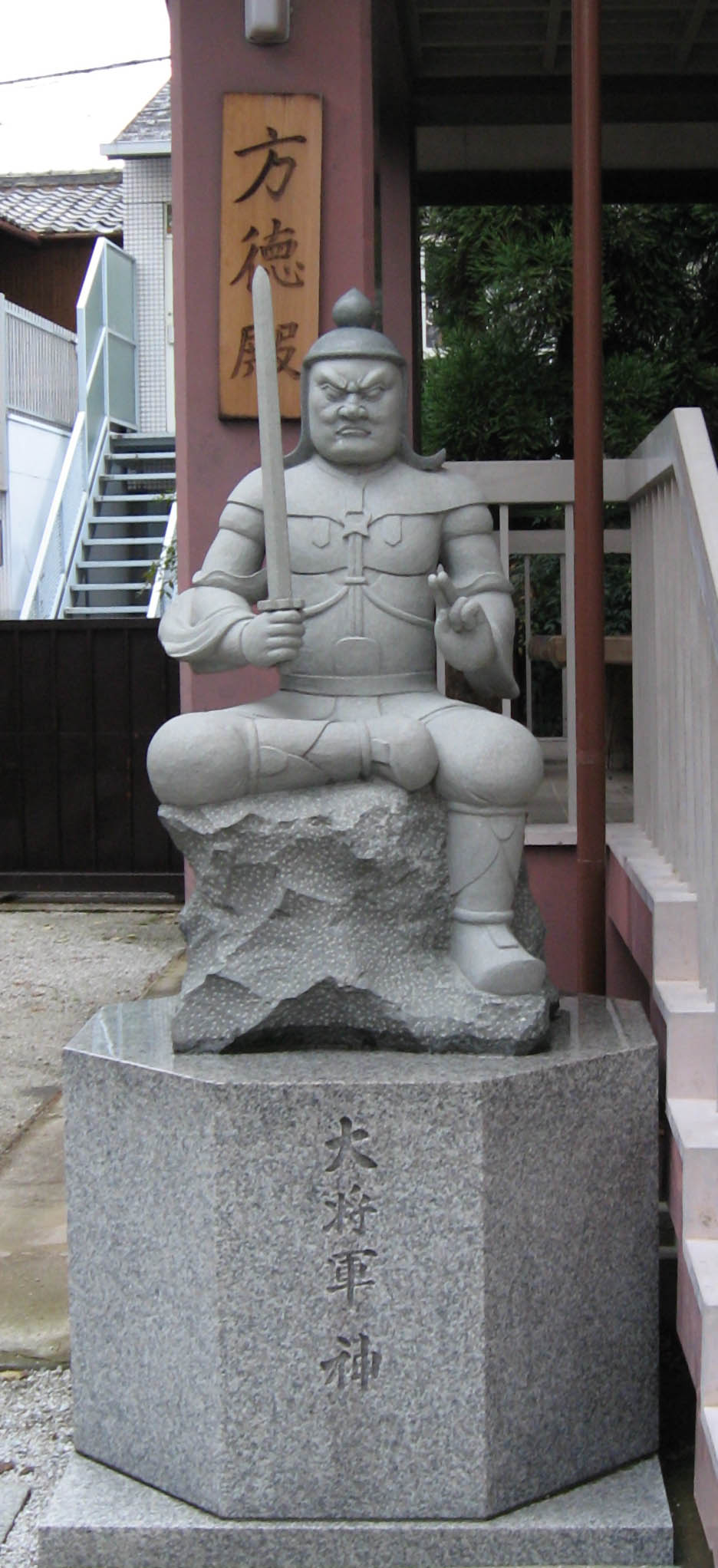
京都市大將軍八神社方德殿前的大將軍半跏像

- 春之土用（立夏前）：甲子日至戊辰日（在東方遊行）
- 夏之土用（立秋前）：丙子日至庚辰日（在南方遊行）
- 秋之土用（立冬前）：庚子日至甲辰日（在西方遊行）
- 冬之土用（立春前）：壬子日至丙辰日（在北方遊行）

自桓武天皇遷都平安京以來，以大將軍為主祭神的四個神社被設置在京都四周：
- 東：左京區岡崎
- 西：上京區紙屋川
- 南：下落不明
- 北：北區大德寺門前

不過隨著時代的遞嬗，現在演變成如下神社，且因神佛習合而以素戔嗚尊為主祭神：
- 東：左京區岡崎神社及東山區東三條大將軍神社
- 西：上京區大將軍八神社
- 南：伏見區藤森神社境內
- 北：北區今宮神社之攝社疫神社及西賀茂大將軍神社

## 信仰
在日本除了前段所述之神社外，其他主祀大將軍神的尚有下列：
- 八坂神社（京都府京都市東山區）

## 內部連結
- 九曜
- 八將神

## 外部連結
- （日語）国立国会図書館：暦の中のことば方位神。